# Herbert Mackworth
Herbert Mackworth (7 septembre 1687 - 20 août 1765) est un propriétaire foncier gallois, propriétaire de charbon et homme politique conservateur qui siège à la Chambre des communes de 1739 à 1765.

## Jeunesse

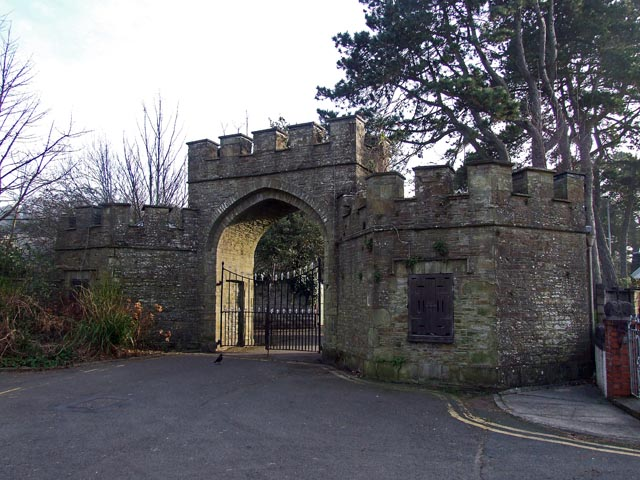
Lodge au domaine Gnoll

Mackworth est le fils de Humphrey Mackworth de Gnoll, Glamorganshire, député de Cardiganshire, et de sa femme Mary Evans, fille de Sir Herbert Evans de Gnoll. Il est le frère de William Mackworth Praed. Il fait ses études à la Westminster School et s'inscrit au Magdalen College d'Oxford en 1704 . Il est admis à Inner Temple en 1708. À la mort de son père en 1727, il hérite du domaine Gnoll et d'importants intérêts dans l'extraction du charbon et la fusion du cuivre dans la vallée de la Neath. Il épouse Juliana Digby, la fille de William Digby (5e baron Digby) le 24 avril 1730 .

## Carrière
Mackworth est élu sans opposition en tant que député conservateur des arrondissements de Cardiff lors d'une élection partielle le 16 février 1739. Il a toujours voté contre l'administration, sauf lorsqu'il est l'un des conservateurs qui vote contre la motion de destitution de Walpole en février 1741. Il est de nouveau élu sans opposition en 1741 et 1747 .
Mackworth est réélu sans opposition comme député de Cardiff aux élections générales britanniques de 1754 et aux élections générales britanniques de 1761. Il appuie l'administration Grenville et est un adversaire de Rockingham. Il n'est pas enregistré comme ayant jamais parlé au parlement .

## Mort et héritage
Mackworth meurt le 20 août 1765, laissant un fils et six filles . Son fils, également Herbert, lui succède comme député de Cardiff et est créé baronnet en 1776. Sa fille Susanna épouse John Hotham (9e baronnet), évêque de Clogher.
La fille de Mackworth, Frances, épouse Alexander, 6e Lord Falconer de Halkerton, puis Anthony Browne, 7e vicomte Montagu, et enfin Henry Slaughter, les trois mariages ayant lieu à St George's, Hanover Square .